# Сантос Сонгко, Педро Паоло
Педро Паоло Сантос Сонгко (филипп. Pedro Paulo Santos Songco, 29 июня 1889 года, Порак, Филиппины — 6 апреля 1965 года, Нага, Филиппины) — католический прелат, 31-й епископ Касереса (1938—1951) и первый архиепископ Касереса с 29 июня 1951 года по 6 апреля 1965 года.

## Биография
Родился 29 июня 1889 года в населённом пункте Порак, Филиппины. Окончил в 1904 году Университет Атенео-де-Манила и в этом же году поступил в Центральную семинарию святого Франциска Ксаверия в Маниле. 15 марта 1913 года в возрасте 24 лет принял священническое рукоположение, которое совершил архиепископ Иеремиас Харти. После рукоположения сразу же был назначен секретарём манильского архиепископа. Прослужил на этой должности пять месяцев, после чего был назначен в октябре 1913 года викарием в приход в населённом пункте Пампанга. В ноябре 1914 года был назначен капелланом в санктуарии святого Фернандо в Пампанге Через некоторое время его назначили настоятелем одного из храмов этого санктуария.
В 1917 году был переведён в Манилу, где он вскоре основал школу, которая в 1922 году была преобразована в Академию Пресвятой Девы Марии. Это основанное им высшее учреждение было вошло в 1925 году в состав колледжа святой Схоластики. В сентябре 1932 года был назначен настоятелем прихода в населённом пункте Анхелес. Будучи настоятелем этого прихода, основал катехетические центры и издавал миссионерский бюллетень «Ing Cuyug» (Эхо). Способствовал восстановлению женского монастыря бенедиктинок. В 1933 году стал одним из учредителей колледжа святого Ангела, который позднее стал одним из самых значительных университетов на острове Лусон.
21 мая 1938 года Римский папа Пий XI назначил его епископом епархии Нуэва-Касареса. 15 августа 1938 года в манильском кафедральном соборе состоялось его рукоположение в епископа, которое совершил апостольский делегат на Филиппинах и титулярный архиепископ Никосии Гильельмо Пьяни в сослужении с епископом Новой Сеговии Сантьяго Карагнаном Санчо и епископом Баколода Касимиро Магбануа Льядоком.
29 июня 1951 года епархия Нуэва-Касереса была преобразована в архиепархию Касереса и Педро Паоло Сантос Сонгко стал её первым архиепископом. В 1960 году в связи с увеличением числа паломником начал строительство нового храма в санктуарии в городе Балатас. Строительство этого храма закончилось в 1976 году уже после его кончины. 
Участвовал в работе I и III сессий Второго Ватиканского Собора.
Скончался 6 апреля 1965 года.